# 花の白虎隊
『花の白虎隊』（はなのびゃっこたい）は、1954年8月25日公開の日本映画。市川雷蔵は主演でのデビュー、勝新太郎は脇役ながら共に映画デビューを果たした。
時は幕末、会津藩白虎隊の少年たちの哀しき運命を描いた作品である。

## スタッフ
- 企画：浅井昭三郎
- 脚本：八尋不二
- 監督：田坂勝彦
- 撮影：牧田行正
- 美術：太田誠一
- 音楽：渡辺浦人
- 助監督 : 田中徳三
- 主題歌 : 「花の白虎隊」: 霧島昇

## 配役
- 市川雷蔵 : 篠原準之助
- 花柳武始 : 池上仙吉
- 三田隆 : 布施三十郎
- 黒川弥太郎 : 桐野利秋
- 阿井美千子 : お雪
- 峰幸子 : 百合
- 入江たか子 : 梶女
- 小堀誠 : 神西頼母
- 小川虎之助 : 小林九十九
- 小堀彰 : 志賀春太郎
- 小町瑠美子 : おさよ
- 勝新太郎 : 小林八十次郎
- 高倉一郎 : 津川志津馬
- 光岡龍三郎 : 伊地知正治
- 南部彰三 : 黒河内式部
- 原聖四郎 : 松平容保
- 尾上栄五郎 : 山川大蔵
- 伊達三郎 : 彌吉
- 水野浩 : 鐘桜守五平
- 玉置一恵 : 中島信行
- 堀北幸夫 : 永岡権之進
- 芝田総二 : 田村彦右街門
- 篠原隆 : 大垣半兵衛
- 旗孝思 	飯田二郎
- 内海透 	塚本小四郎
- 大浪東吾 	杉原修平
- 武田龍 	坂甚三郎
- 千葉登四男 	川村洋介
- 毛利菊枝 	てつ女
- 小林加奈枝 	まさ
- 滝花久子 	一重
- 杉山昌三九 : 板垣退助
- 荒木忍 : 日中土佐